# Janet Fraiser
Janet Fraiser es un personaje de la serie Stargate SG-1 interpretado por la actriz Teryl Rothery. 

## Historia

### Vida personal
Fraiser estuvo casada hasta que decidió unirse a la Fuerza Aérea, cosa en la que su esposo no estaba de acuerdo, separándose por consiguiente ambos. Aparentemente no tuvieron hijos. Durante su inserción en la USAF, ella tuvo algo de entrenamiento con armas de fuego.

### Comando Stargate
Ostentando el rango de Capitán, ella luego fue designada como Jefe médico del CSG, tras morir el anterior jefe y tuvo como su primer trabajo tratar el asunto de los "mancillados", del planeta dividido entre la Luz y Oscuridad. Después de que Teal'c logró asegurar una muestra de sangre de un "no mancillados", Fraiser descubrió que tanto ella como Daniel eran inmunes debido a su uso de antihistamínicos.
Cuando SG-1 conoció a la niña Cassandra de PX8-987  y evitó que la bomba implantada por los Goa'uld dentro de ella explotara, Janet Fraiser decidió adoptar a la pequeña. Más de 4 años después, cuando Cassandra comenzó a sufrir debido a un retrovirus que alteraba su ADN, una desperada Dra. Fraiser mantuvo a Nirrti apuntada con un arma, exigiéndole a la ex-Señor del Sistema que la sanara. Nirrti rehúso la oferta del Gral. Hammond de dejarla ir si ayudaba, solo hasta que Hammond le informó que la mujer que le apuntaba era la madre adoptiva de Cassandra.
En el episodio "Hathor", Fraiser, Carter y otras mujeres soldados del SGC, lograron liberar la base del control de la reina goa’uld Hathor, y como reconocimiento a su valor, Fraiser fue promovida al rango de Mayor.
Debido a su condición de doctora, Fraiser buscaba soluciones pacíficas a los asuntos, declinando las soluciones armadas, como lo mostró en el episodio "Serpent's Song", donde fue la única en el Comando Stargate que se resistió a la idea de entregar a Apophis a sus enemigos, aunque finalmente se vio forzada a dejar que se lo entregaran.
En el año 2010 de una línea de tiempo alterna, tras las celebraciones del 10.º aniversario de la alianza entre la Tierra y los Aschen, la Dra. Fraiser examino a Samantha Carter para ver porque tenía dificultades para quedar embarazada. Ella descubrió que Samantha era incapaz de tener hijos, aun cuando los doctores Aschen le dijeron que estaba bien. Al investigar más a fondo el asunto, descubrieron que casi la mayor parte de la población de la Tierra fue esterilizada. Ambas le informaron de esto a Daniel Jackson, Teal'c y a Jack O'Neill, y juntos formularon un plan para evitar que esto llegase a ocurrir. Cuando el plan fue puesto en funcionamiento, Janet viajó a Chulak para indicarle a Teal'c que procediera.
En 2004, Janet Fraiser fue una de las entrevistas por Bregman para el documental que este preparaba sobre el SGC. El propio Bregman se sintió orgulloso de hablar con ella, debido a que fue la única que no le dio demasiadas evasivas a sus preguntas. Mientras ambos charlaban en la cafetería, ella fue requerida para acompañar al SG-1, SG-7 y  SG-5 hacia P3X-666, donde SG-13 había caído en una emboscada goa'uld. Una vez allí, ella intenta a detener la hemorragia que sufría el soldado Wells, con ayuda de Daniel Jackson, quien además grababa la situación. En ese momento, un disparo de una lanzadera Jaffa le alcanzó de lleno, resultando el nuevo chaleco protector diseñado por el CSG inútil para salvarla, muriendo en el acto. Tras lograr sacar a todos del planeta, el Comando Stargate realizó un servicio en memoria de Fraiser, en el cual fueron mencionadas por Samantha Carter y Teal'c todas las muchas vidas salvadas por Janet Fraiser en los casi 7 años que estuvo en la base. Entre las enumeradas estuvieron el SG-1 entero, el soldado Simon Wells, el Mayor Ian Hewles y el Sargento Conny Smith. Wells le puso a su hija recién nacida Janet, en honor a la doctora que salvo su vida.

### SG-1 de Realidades Alternas
Cuando equipos SG-1 de varios universos paralelos comenzaron a llegar al Comando Stargate por el Portal, uno de ellos tenía como miembro la Dra. Fraiser. Daniel y Teal'c fueron los primeros en hablar con ella, explicándole lo que sucedía. En el universo de origen de ésta Janet Fraiser, la Tierra estaba sufriendo la plaga del Prior y necesitaban con urgencia hallar la cura. Una vez que el CSG encontró la forma de devolver a los SG-1 a sus respectivas realidades, Jackson entregó al equipo de Fraiser la cura para la plaga Ori, y antes de partir todos se despidieron de ella, finalmente.